# Oda Nobuhiro
Oda Nobuhiro (織田 信広?; ... – 1574) fu un samurai giapponese del periodo Sengoku appartenente al clan Oda della provincia di Owari, figlio maggiore di Oda Nobuhide.
Dopo che Oda Nobuhide catturò il castello di Anjo nella provincia di Mikawa nel 1540, questo fu assegnato a Nobuhiro. Nel 1549 Nobuhiro fu intrappolato dal clan Imagawa, ma riuscì a salvarsi quando il clan Oda consegnò uno dei loro ostaggi, Matsudaira Motoyasu, accordandosi con gli Imagawa per la fine dell'assedio.
Come figlio illegittimo di Nobuhide il potere di Nobuhiro svanì lentamente e non venne mai riconosciuto da suo fratello minore Nobunaga e anche da molti dei suoi servitori. Successivamente, Nobuhiro fu costretto ad abbandonare le pretese di successione al clan Oda per consentire a Nobunaga di essere il nuovo capo. 
Successivamente Nobuhiro complottò contro Nobunaga con l'aiuto di Saitō Yoshitatsu. Il loro complotto fu scoperto prima della sua esecuzione e Nobunaga perdonò Nobuhiro. 
Nobuhiro venne ucciso il 13 ottobre 1574 combattendo durante il terzo assedio di Nagashima.